# دهستان نادرگلی
دهستان نادرگلی، یکی از دهستان‌های بخش مرکزی شهرستان باروق در استان آذربایجان غربی ایران است. مرکز این دهستان، روستای نادرگلی است.

## جمعیت
بر پایه سرشماری عمومی نفوس و مسکن در سال ۱۳۹۵، جمعیت دهستان نادرگلی برابر با ۳٬۹۲۷ نفر بوده است.